# Madagaskarstelze
Die Madagaskarstelze (Motacilla flaviventris) ist eine Singvogelart aus der Familie der Stelzen und Pieper, die auf Madagaskar endemisch ist und meist Offenlandbereiche in Gewässernähe, aber auch innerhalb von Wäldern, in der Kulturlandschaft und in Siedlungsnähe bewohnt. Die monotypische Art wird von der IUCN als nicht bedroht eingestuft.

## Beschreibung
Die Madagaskarstelze ist mit einer Körperlänge von etwa 19 cm ungefähr so groß wie eine Bachstelze. Der Schnabel ist schwärzlich, die Beine sind dunkelgrau und die Iris ist braun.
Beim Männchen hebt sich von der grauen Färbung des Kopfes und des Nackens ein schmaler, weißer Überaugenstreif ab. Bartstreif, Zügel und ein breiter Augenstreif, der hinter dem Auge ausläuft, sind schwarz. Unter dem Auge findet sich ein schmaler, weißer Halbring. Die Ohrdecken sind weißlich aufgehellt. Die Unterseite ist ab Kinn und Kehle weiß und an Bauch und Flanken lebhaft zitronengelb überwaschen. Ein kräftiges schwarzes Brustband läuft bis zu den Halsseiten, wo es in den Bartstreif übergeht. Die Oberseite ist grau und spielt an Bürzel und Oberschwanzdecken etwas ins Olivgrüne. Das Flügelgefieder ist schwarzbraun mit weißen Basen an den Schwingen und weißen Säumen an den Schirmfedern. Die weißen Spitzen der großen Armdecken bilden ein undeutliches Band auf dem Flügel. Von den sonst schwarzen Steuerfedern ist nur das äußere Paar weiß.
Weibchen sind wie auch Jungvögel etwas matter gefärbt.

## Stimme
Der Gesang, der von Warten aus oder aus einem Singflug heraus vorgetragen wird, ist ein melodisches trie-trieoh, das dem Ruf ähnelt, aber nicht so rau ist. Er wird meist mehrfach wiederholt und es folgen melodisch-flötende Laute. Zudem wurde ein etwas komplexerer Gesang beschrieben, der vermutlich von einem Männchen stammte. Der Ruf (Hörbeispiel) ist ein etwas kratziges tri tri-u, das oft mehrfach wiederholt wird und an das sich manchmal melodischere Phrasen anschließen.

## Verbreitung und Bestand
Die monotypische Madagaskarstelze kommt nur auf Madagaskar vor. Sie ist nicht bedroht und fast überall auf der Insel ein häufiger Brutvogel. Im Osten und im zentralen Hochland finden sich die höchsten Vorkommensdichten, im Norden und Westen ist die Art weniger zahlreich. Lediglich im Süden kommt sie nur zerstreut vor. Als Kulturfolger hat sie vermutlich stark von menschlichen Siedlungsaktivitäten profitiert und ist sehr häufig in Siedlungsräumen zu finden.
Wanderbewegungen beschränken sich vermutlich auf Höhenmigration: Die Vögel des zentralen Hochlands verstreichen im Winterhalbjahr teils in niedriger gelegene Regionen.

## Lebensraum
Die Lebensraumansprüche ähneln denen der Bachstelze. Die Art ist bevorzugt an Gewässern aller Art wie Seen, Flüssen und Fischteichen, Sümpfen und Reisfeldern sowie an der Küste zu finden. Abseits vom Wasser kommt sie auf Waldlichtungen, in der offenen Kulturlandschaft und in dörflichen wie urbanen Siedlungsräumen vor. Die Höhenverbreitung reicht bis etwa 2600 m.

## Ernährung
Die Nahrung besteht vorwiegend aus Insekten und Spinnen. Am Nest werden Raupen und Schmetterlinge, Insekten und kleine Eidechsen verfüttert. Die Nahrung wird vorwiegend am Boden gesucht, bisweilen werden kleine Fangflüge eingeschoben.

## Fortpflanzung
Die Brutzeit liegt zwischen August und November, es finden zwei Jahresbruten statt. Diesjährige Vögel aus vorangegangenen Bruten beteiligen sich offenbar zum Teil an der Fütterung der Zweitbruten.
Das Nest wird meist niedrig in Büschen, in Astgabeln, Felsspalten, unter Dächern und häufig in Gewässernähe errichtet. Es ist ein klobiger Bau, der einen Napf aus kleinen Zweigen, Halmen und Moos enthält und mit feinerem Material ausgepolstert wird. Das Gelege besteht meist aus 3–4, seltener zwei Eiern, die von beiden Elternteilen bebrütet werden. Die Nestlingszeit liegt zwischen 15 und 16 Tagen, beide Geschlechter füttern.